# Episodi di High Maintenance (terza stagione)
La terza stagione della serie televisiva High Maintenance, composta da 9 episodi, viene trasmessa negli Stati Uniti sulla HBO dal 20 gennaio al 17 marzo 2019.
In Italia, la stagione è pubblicata su sky box set.
| n° | Titolo     | Prima TV USA     | Prima TV Italia |
| -- | ---------- | ---------------- | --------------- |
| 1  | M.A.S.H.   | 20 gennaio 2019  |                 |
| 2  | Craig      | 27 gennaio 2019  |                 |
| 3  | Blondie    | 3 febbraio 2019  |                 |
| 4  | Small Town | 10 febbraio 2019 |                 |
| 5  | Pay Day    | 17 febbraio 2019 |                 |
| 6  | Pet        | 24 febbraio 2019 |                 |
| 7  | Crush      | 3 marzo 2019     |                 |
| 8  | Spooky     | 10 marzo 2019    |                 |
| 9  | Cruise     | 17 marzo 2019    |                 |